# 九龍城区
九龍城区（きゅうりゅうじょうく、広東語読み：カウロンセンキョイ、英語: Kowloon City District）は、香港の行政区画の一つ。九龍半島の中間に位置し、比較的低い密度の住宅地域をもつ。住民は九龍で平均所得が最も高く、3番目に教育水準が高い。

## 地理

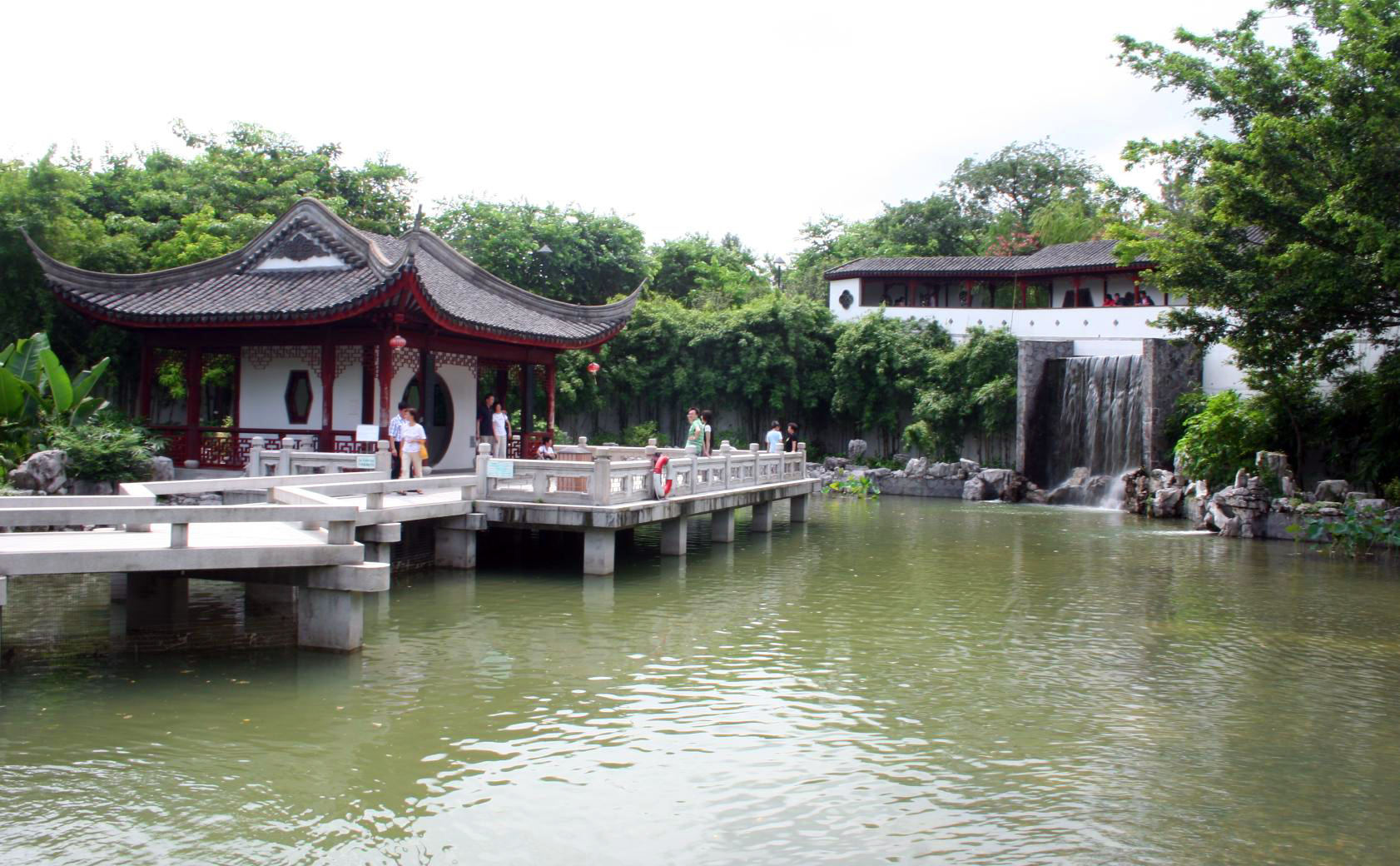
九龍寨城公園

九龍塘、九龍城、馬頭囲、馬頭角、土瓜湾、紅磡、何文田、黄埔花園はこの区に位置している。海に向かって棒状に突き出ている区域にはかつて、啓徳空港が位置していた（1998年7月5日閉港）。

## 教育

### 大学
- 香港浸会大学
- 香港都会大学

### 中学校
- 香港培正中学（中国語版）
- 鄧鏡波学校（中国語版）
- 何文田官立中学（中国語版）
- 迦密中学（中国語版）
- 文理書院（九龍）（中国語版）
- 献主会聖母院書院（中国語版）
- 陳瑞祺（喇沙）書院（中国語版）
- 基督教女青年会丘佐栄中学（中国語版）
- 華英中学（中国語版）
- 旅港開平商会中学（中国語版）
- 新亜中学（中国語版）
- 五旬節中学（中国語版）
- 余振強紀念中学（中国語版）
- 順徳聯誼総会胡兆熾中学（中国語版）
- 徳蘭中学
- 聖公会聖三一堂中学（中国語版）
- 聖公会蔡功譜中学（中国語版）
- 聖公会聖匠中学（中国語版）
- 中華基督教会基道中学
- 九龍真光中学（中国語版）
- 香港培道中学（中国語版）
- 瑪利諾修院学校（中国語版）（中学部）
- 民生書院（中国語版）
- 喇沙書院（中国語版）
- 賽馬会官立中学（中国語版）
- 東華三院黄笏南中学（中国語版）
- 何明華会督銀禧中学（中国語版）
- 九龍塘学校（中学部）（中国語版）
- 礼賢会彭学高紀念中学（中国語版）
- 嘉諾撒聖家書院（中国語版）
- 芸術与科技教育中心（中国語版）
- 抜萃男書院
- 協恩中学（中国語版）
- 創知中学（中国語版）
- 保良局顔宝鈴書院（中国語版）
- 香港兆基創意書院（中国語版）

### 小学校
- 協恩中学附属小学
- 聖羅撒学校
- 天主教領島学校（中国語版）
- 農圃道官立小学（中国語版）
- 合一堂学校
- 基督教香港信義会紅磡信義学校
- 九龍霊光小学
- 馬頭涌官立小学（中国語版）
- 聖公会牧愛小学（中国語版）
- 中華基督教会湾仔堂基道小学（九龍城）（中国語版）
- 保良局何寿南小学（中国語版）
- 陳瑞祺（喇沙）小学（中国語版）
- 聖公会聖匠小学
- 献主会小学
- 献主会聖馬善楽小学
- 聖公会聖十架小学（中国語版）
- 聖公会聖提摩太小学（中国語版）
- 天神嘉諾撒学校（中国語版）
- 馬頭涌官立小学（紅磡湾）（中国語版）
- 聖公会奉基小学（中国語版）
- 黄埔宣道小学（中国語版）
- 葛量洪校友会黄埔学校（中国語版）
- 聖公会奉基千禧小学（中国語版）
- 瑪利諾修院学校（小学部）（中国語版）
- 楽善堂小学
- 抜萃小学
- 耀山学校
- 嘉諾撒聖家学校（中国語版）
- 嘉諾撒聖家学校（九龍塘）
- 九龍塘官立小学
- 喇沙小学（中国語版）
- 九龍塘天主教華徳学校
- 中華基督教会基華小学（九龍塘）（中国語版）
- 抜萃男書院附属小学
- 保良局林文燦英文小学（中国語版）
- 香港培道小学（中国語版）
- 香港培正小学（中国語版）
- 聖三一堂小学（中国語版）
- 神召第一小学曁幼稚園
- 保良局陳維周夫人紀念学校（中国語版）
- 九龍真光中学（小学部）（中国語版）
- 民生書院小学（中国語版）
- 九龍塘学校（小学部）（中国語版）
- 九龍塘宣道小学（中国語版）
- 聖若望英文書院（小学部）
- 九龍塘方方楽趣英文小学
- 啓思小学（中国語版）

### 特別支援学校
- 保良局陳麗玲 (百周年) 学校（広東語版）
- 天保民学校（中国語版）
- 慈恩学校（広東語版）

### 国際学校
- 宣道会劉平斎紀念国際学校（英語版）
- キング・ジョージ5世学校（英語版）
- 耀中国際学校（英語版）
- アメリカ国際学校（中国語版）
- スタンフォード・アメリカンスクール（香港）（英語版）
- オーストラリア国際学校（中国語版）
- フランス国際学校（英語版）（紅磡校舎）

## 交通

### 鉄道
- 香港MTR
  - ■東鉄線

（金鐘方面）- 九龍塘駅 -（羅湖方面）
  - ■観塘線

黄埔駅 - 何文田駅 -（区外通過）- 九龍塘駅 -（調景嶺方面）
  - ■屯馬線

（屯門方面）-  何文田駅 - 土瓜湾駅 - 宋皇台駅 - 啓徳駅 - （烏渓沙方面）

### 道路
幹線道路
- ：窩打老道、公主道（中国語版）、獅子山トンネル（中国語版）
- ：啓徳トンネル（中国語版）、東九龍走廊（中国語版）

市区道路
- 太子道東・西
- 界限街
- 亜皆老街（中国語版）
- 馬頭涌道（中国語版）、馬頭囲道（中国語版）、漆咸道北（中国語版）
- 培正道、仏光街（中国語版）
- 紅磡繞道（中国語版）